# Tjæreborg (przystanek kolejowy)
Tjæreborg (duń. Gørding Station) – przystanek kolejowy w miejscowości Tjæreborg, w regionie Dania Południowa, w Danii. Znajduje się na linii Lunderskov – Esbjerg i obsługuje pociągi regionalne Arriva.

## Linie kolejowe
- Linia Lunderskov – Esbjerg